# Juhász Adrián
Juhász Adrián (Szolnok, 1989. november 18. –) világ- és Európa-bajnok magyar evezős.
Az ifjúsági világbajnokságon 2006-ban nyolcadik lett kétpárevezősben (Samu Szilárd), 2007-ben tizenegyedik egypárban. A 2007-es Európa-bajnokságon a Juhász Adrián, Szekér László, Orbán Gergely és Erdélyi Zsolt négypárevezős nyolcadik helyen végzett. A 2008-as Európa-bajnokságon a Juhász Adrián, Kelemen Áron, Szabó Dániel, Széll Domonkos összeállítású négypár tizedik lett. Az U23-as vb-n négypárban (Juhász, Szabó Dániel, Kelemen áron, Széll Domonkos hetedik volt.
2009-től Simon Bélával versenyzett egy egységben. A müncheni világkupa-versenyen ötödikek lettek. Az U23-as világbajnokságon ezüstérmet szereztek. Az Európa-bajnokságon ötödikként zártak. 2010-ben az U23-asok világbajnokságán hetedikek voltak. Az Eb-n tizedik lett a kettes. A főiskolás világbajnokságon ötödikek lettek.
2011-ben a világkupában, Münchenben negyedikek, Luzernben hatodikok voltak. A világbajnokságon 11., Az Európa-bajnokság hetedik helyen értek célba. A vb-helyezésükkel olimpiai kvótát szereztek. 2012-ben a belgrádi vk-versenyen 10. helyen végeztek. Májusban Juhász fennakadt egy doppingellenőrzésen és hét hónapos eltiltást kapott. Simon az olimpián Széll Domonkossal indult.
2013 júniusában, újra Simonnal egy egységben, ötödik lett az Európa-bajnokságon kormányos nélküli kettesben. A világbajnokságon tizenkettedikek lettek. 2014-ben az Európa-bajnokságon a Széll, Tari János, Juhász, Simon kormányos nélküli négyes 14. helyen végzett. A világbajnokságon kormányos nélküli kettesben tizenharmadikok lettek. Az egyetemi evezős-világbajnokságon aranyérmesek lettek.
2015-ben az Európa-bajnokságon ismét ötödikek voltak. Az universiadén kormányos nélküli kettesben aranyérmesek lettek. A világbajnokságon 21. helyen végeztek. A 2016-os ergométeres Európa-bajnokságon hatodik lett. 2016-ban Simonnal Európa-bajnokságot nyert. 2016 májusában a luzerni pótkvalifikációs versenyen kivívták az olimpiai indulás jogát. Az olimpián kilencedikek lettek.
2017 szeptemberében világbajnok lett Simonnal kormányos kettesben.
2019-ben 14. volt az Európa-bajnokságon Simonnal.

## Díjai, elismerései
- Év magyar egyetemi sportolója (2015)[17]
- Az év magyar evezőse  (2011, 2015,[18] 2016,[19] 2017[20])